# Christian Martin
Christian Gonzalo Martin (San Isidro, Provincia de Buenos Aires, 7 de octubre de 1971) es un periodista, corresponsal y productor, además de ser exjugador profesional de rugby. Se inició en el Club Atlético San Isidro (CASI) y fue parte del seleccionado argentino Los Pumas. Es argentino nacionalizado británico y está radicado en Europa desde 1994. Él es políglota, ya que habla 5 idiomas: español (idioma natal), inglés, francés, italiano y portugués.

## Biografía

### Inicios
Martin nació en San Isidro, Buenos Aires en 1971, de un padre comisario y madre maestra. Vivió sus primeros años en Argentina, donde inicio un periódico a los seis años y, posteriormente, estudió medios en la Universidad del Salvador, mientras trabajaba en el periódico Página Norte. Al mismo tiempo, iniciaba una carrera como jugador de rugby  en el Club Atlético San Isidro, club en cuya primera división debutó a los dieciocho años.
Conformó el Seleccionado de Buenos Aires (URBA) y el seleccionado argentino de rugby Los Pumas, aunque la disciplina deportiva en ese momento todavía no se había profesionalizado. Decidió dejar su país natal en 1994, cuando fue invitado a jugar en un club francés mientras realizaba una gira con el seleccionado. En el país galo, jugó para los clubes Brive y Tulle. Al poco tiempo se trasladó a Inglaterra donde se incorporó a Saracens siendo el primer argentino con contrato de jugador profesional de rugby, y finalmente después de 2 temporadas terminó recalando en Gales, donde firmó contrato con el club profesional Pontypridd.

## Carrera en el periodismo
En 2000 decidió retirarse del rugby para dedicarse a la producción televisiva, vinculándose con medios como la BBC, la agencia IMG y los canales latinoamericanos Fox Sports, ESPN, Direct TV y en Europa para FIFA Studios y UEFA Media para los que trabajó y trabaja como corresponsal. Para estos medios ha cubierto importantes eventos deportivos como varias temporadas de Premier League, Champions League, UEFA Europa League, Euro Copas, Juegos Olimpicos y Mundiales de la FIFA, entre muchos otros.
A comienzos del año 2019 realizó la cobertura durante 19 días del accidente que le quitó la vida al futbolista argentino Emiliano Sala, cuyo avión impactó contra el mar cerca del Canal de la Mancha. La exhaustiva labor de Martin cubriendo este suceso fue elogiada por distintos medios internacionales. Desde marzo de 2020 empezó a cubrir las noticias relacionadas con la pandemia del COVID-19 para los canales de televisión argentinos A24 y América TV, realizando apariciones en el programa de Eduardo Feinmann junto con el también periodista Ronen Suarc y el analista internacional Gustavo Segré.
En marzo de 2021, junto a Feinmann y otros de sus compañeros de A24 del programa de 2020, pasó a informar para el canal LN+, del diario La Nación. Para este medio cubrió la invasión rusa a territorio ucraniano desde el frente de combate. En mayo de 2023 decidió dejar ESPN para incorporarse a DirectTV Sports Latin America y en febrero de 2025 decidió retornar a A24 junto a varios colegas.

## Popularidad en internet
A finales del 2021 se hicieron muy populares los directos de Christian Martín junto con el realizador de directos Italo-argentino Momo en twitch durante la estada de Christian en Italia. Rápidamente adquirieron muchos espectadores y se sacaron muchos "clips" de momentos graciosos entre los dos. La popularidad fue tanta que en los premios Coscu Army Awards 2021 ganaron el premio a la dupla del año y al mejor "clip".